# گمینا ویلگیه
گمینا ویلگیه (به لهستانی:  Gmina Wielgie) یک گمینا در لهستان است که در شهرستان لیپنو واقع شده‌است. گمینا ویلگیه ۱۳۳٫۸۳ کیلومتر مربع مساحت و ۶٬۹۰۱ نفر جمعیت دارد.